# Hahnia nava
Hahnia nava es una especie de araña araneomorfa del género Hahnia, familia Hahniidae. Fue descrita científicamente por Blackwall en 1841.
Habita en Europa, Rusia (Europa al Lejano Oriente), Turquía, Israel, Cáucaso, Irán, Corea y Japón.